# Partido de los Derechos Humanos (Camboya)
El Partido de los Derechos Humanos (en jemer: គណបក្ស សិទ្ធិមនុស្ស; translit: Kanakpak Sethi Manus) o HRP fue un partido político liberal y humanista de Camboya. Se fundó el 22 de julio de 2007, por Kem Sokha, y planea disolverse tras las próximas elecciones locales, en junio de 2017, al unificarse con el Partido Sam Rainsy (SRP) para formar el Partido de Rescate Nacional de Camboya. Entre 2008 y 2012, junto con el SRP fueron las principales fuerzas opositoras al régimen del Partido Popular de Camboya (CPP) y su líder, Hun Sen. Inicialmente, sus detractores lo veían como un partido fundado por el gobierno para debilitar a la oposición. Sin embargo, con posterioridad Sokha demostró ser un auténtico opositor al gobierno.
En las elecciones de 2008, el HRP fue visto como un partido nuevo que atraía votantes del colapsado Funcinpec, hasta entonces principal opositor. Junto con el Partido Sam Rainsy, se posicionó como una fuerza política de importancia al quedar como el tercer partido más votado.
Para las elecciones generales de 2013, el HRP y el SRP formaron una coalición, conocida como "Alianza de los Demócratas", que finalmente devino en un nuevo partido, el Partido de Rescate Nacional de Camboya. A pesar de que sufrió una previsible derrota ante el CPP, en medio de acusaciones de fraude electoral, logró sacarle al partido hegemónico veintidós escaños, provocando que el CPP obtuviera el peor resultado desde su llegada al poder, y unificando por primera vez a la oposición. A pesar de su fusión, su disolución no se concretará hasta junio de 2017, después de las elecciones municipales.

## Historia electoral
| Election | Escaños | Votos   | Porcentaje | Resultado final | Resultado final | Líder     |
| -------- | ------- | ------- | ---------- | --------------- | --------------- | --------- |
| 2008     | 3/123   | 397.816 | 6.6%       | 3 escaños       | Oposición       | Kem Sokha |